# 越中睦士
越中 睦士（こしなか まこと、1980年7月15日 - ）は、日本の歌手、俳優。旧芸名：MAKOTO（マコト）。元Λuciferのボーカル。東京都出身。血液型はO型。2013年に越中 睦から改名した（読み同じ）。

## 略歴
1999年にΛuciferのボーカルとしてデビュー。2003年10月22日にシングル「窓」でドリームミュージックエンターテインメントよりソロデビュー。
2004年に芸名をMAKOTOから越中睦に改名。その後2013年に越中睦士に改名。2018年、IPPEIとのユニット「絶対的メメント」として活動していたが脱退している。
現在はバンド†яi¢кのボーカルとして活動している。

## ディスコグラフィ

### シングル
- 窓(2003年12月17日)

### アルバム
- VIBRATION(2003年10月22日)
- flair(2007年9月26日)

### ライブ・アルバム
- VIBRATION(2004年10月16日)

### 配信シングル
- Secret colors
- BLUE MOON

### その他
- "GREEN" A TRIBUTE TO YUTAKA OZAKI (2004年3月24日)SME Records - 尾崎豊トリビュート・アルバム。「FREEZE MOON」にて参加。

- Tribute to 聖飢魔II -悪魔との契約書- （2010年9月15日）HPQ - 聖飢魔IIトリビュート・アルバム。『怪奇植物』†яi￠кにて参加。
- この他、タッキー&翼のアルバム『Two You Four You』収録、滝沢秀明のソロ曲『12月の花』の作詞を手掛ける。

## 出演

### ドラマ
- BE-BOP-HIGHSCHOOLシリーズ
- セミダブル
- サイコメトラーEIJI2
- 非婚家族
- 時空警察
- 血脈
- 恋する日曜日BS-iにて

### 舞台
- NINAGAWA-火の鳥(2000/11/03.04.05)
- 夏の夜の夢 (2002年)
- 恐怖時代(2003/2/5 - 2/28)
- リトルショップ・オブホラーズ(2005/11/3〜12/23)

### 映画
- 嗤う伊右衛門(2004年、東宝)
- 美しき女豹 BODY SNIPER（2010年、TMC）- 久我孝太郎 役

### ラジオ
- PRIVATE FUSION　FM-FUJI 1999/4/3-2001/12/25　毎週火曜日21:00〜21:55　Λuciferメンバーのゲスト出演も不定期にあり。
- オールナイトニッポン（2003年、木曜日ナインティナインが休みのため、スペシャル番組として行い、嘗てΛuciferで放送していたが、この日は越中のみ）

### CM
- 東京デジタルホン（現ソフトバンクモバイル 1999年）このCMでは、顔が彼から藤原紀香に変わり、話題となった。